# کوکا اریتروکسیلوم
کوکا اریتروکسیلوم (نام علمی: Erythroxylum coca) یکی از دو گونه ی زراعی از گیاهان کوکا است. این گیاه از خانوادهٔ اریتروکسیلاسه بوده و بومی مناطق غربی آمریکای جنوبی بوده و حاوی آلکالوئیدهایی از قبیل کوکائین است و با ان مواد مخدر کوکائین را درست میکنند.